# Pjeskara
Pjeskara je malo umjetno jezero u Hrvatskoj. Nalazi se u Požeško-slavonskoj županiji, u blizini rijeke Pakre, naselja Jagma i grada Lipika. Površina iznosi 5,3 hektara, dubina jezera je 2,5 – 3,5 m. Stvoreno je u 1980-ih godina za pripremu i obradu kvarcnog pijeska. U jezeru žive šarani i amuri.